# Marietta Blau
Marietta Blau, född 29 april 1894 i Wien, Österrike, död 27 januari 1970 i Wien, var en österrikisk fysiker inom radioaktivitet och kärnfysik. Marietta Blau föddes i en judisk familj i Wien, hon studerade fysik och matematik vid Wiens universitet och disputerade 1919. Blau arbetade i Wien fram till strax innan Anschluss, då hon flydde via Oslo till Mexico City, där hon med hjälp av Albert Einstein fått en undervisningsposition, 1944 fortsatte hon till USA där hon sedan stannade fram till sin pensionering 1960. Marietta Blau avled i cancer, orsakad av hennes långa arbete med olika radioaktiva isotoper, i Wien 1970.
Blau är känd för att ha utvecklat en metod för att avbilda och noggrant mäta nukleära partiklar med hög energi.  Denna metod, som hon fått idén till efter diskussioner med Hans Pettersson vid Oceanografiska institutet vid i Göteborg, använde hon sedan också för att avbilda och mäta kosmisk bakgrundsstrålning, där hon placerade fotografiplåtarna för att exponeras i flera månader på toppen av det 2300 meter höga berget Hafelekar i Österrike. Blau nominerades till Nobelpriset fem gånger, fyra gånger av Erwin Schrödinger (1950, 1956 och 1957 i fysik, 1957 även i kemi) och en gång av Hans Thirring (1955 i fysik), men det tilldelades endast Cecil Powell, som hade vidareutvecklat Blaus fotografiska metod för att studera subatomära partiklar. Vid utdelandet av Nobelpriset i fysik 1950 omnämndes överhuvudtaget inte Marietta Blau. Marietta Blau har på senare år uppmärksammats som en i raden av kvinnliga forskare som borde ha tilldelats Nobelpris, men aldrig gjorde det, utan deras upptäckter tillskrevs i stället manliga forskare med ett bredare forskningsnätverk. Just Marietta Blau har i det sammanhanget jämförts med sin äldre judiska forskarkollega Lise Meitner, som också var från Wien.